# Buket Paya (Peudada)
Buket Paya is een bestuurslaag in het regentschap Bireuen van de provincie Atjeh, Indonesië. Buket Paya telt 333 inwoners (volkstelling 2010).